# Alfred Schlemm
Alfred Schlemm (Rudolstadt, 8 december 1894 - Ahlten, 4 januari 1986) was een Duits generaal tijdens de Tweede Wereldoorlog.

## Militaire carrière
In 1913 trad Schlemm als vaandrig in militaire dienst. Na de Eerste Wereldoorlog werd hij opgenomen in de Reichswehr. In 1938 maakte hij de overstap naar de Luftwaffe. Tijdens de Tweede Wereldoorlog was hij Chef van de Generale staf van de XI. Fliegerkorps onder leiding van Kurt Student. Daarmee was hij betrokken bij de planning en uitvoering van Operatie Merkur, de invasie van Kreta. Ook heeft hij in 1942 en 1943 aan het oostfront gevochten, voor hij in november 1943 naar Italië werd gezonden. Daar raakte hij met zijn 1. Fallschirmkorps bij het bruggenhoofd rond Anzio in zware gevechten verwikkeld. In november 1944 werd hij naar het westfront gestuurd om het commando van het 1. Fallschirm-Armee over te nemen. Hier raakte hij betrokken bij de strijd om Oost-Nederland en de Westwall, waar hij bij een bombardement van zijn hoofdkwartier gewond raakte en in een ziekenhuis bij Westerland werd verpleegd. Daarop werd hij in de Führerreserve geplaatst en heeft hij tot de einde van de oorlog geen commando meer gevoerd. In mei 1945 werd hij door de Britten gevangengenomen en zat tot 22 maart 1948 in krijgsgevangenschap.
Na de oorlog heeft hij boeken geschreven over zijn ervaringen in de Tweede Wereldoorlog.

## Militaire loopbaan
- Fahnenjunker: 8 maart 1913[2][1]
- Fähnrich: 20 oktober 1913[2][1]
- Leutnant: 19 juni 1914 (patent 23 juni 1912)[2][1]
- Oberleutnant: 16 september 1917[2][1]
- Hauptmann: 1 juni 1925[2][1]
- Major: 1 juni 1934 (RDA 1 februari 1933)[2][1]
- Oberstleutnant: 1 september 1935 (RDA 1 augustus 1935)[2][1]
- Oberst: 1 februari 1938[2][1]
- Generalmajor: 1 juni 1940[2][1]
- Generalleutnant: 1 juni 1942[2][1]
- General der Flieger: 30 januari 1943 (zonder RDA)[2][1]
- General der Flieger: 15 maart 1943 (RDA vanaf 1 maart 1943)[2]
- Hernoemd General der Fallschirmtruppe: 4 november 1944[2][1]

## Decoraties
- Ridderkruis van het IJzeren Kruis (nr.1237) op 11 juni 1944 als General der Fallschirmtruppe en Commandant van het I. Fallschirm-Korps[3][4][1]
- IJzeren Kruis 1914, 1e Klasse[1] en 2e Klasse[1]
- Ridderkruis in de Huisorde van Hohenzollern met Zwaarden op 15 oktober 1918[2][1]
- Gewondeninsigne 1918 in zwart[1]
- Duits Kruis in goud op 17 augustus 1942 als Generalleutnant en Commandant van de Luftwaffen-Gefechtsverbande Schlemm[1][4][1]
- Mouwband "KRETA"[4][1]
- Erdkampfabzeichen der Luftwaffe[4][1]
- Erekruis voor Frontstrijders in de Wereldoorlog[4][1]
- Dienstonderscheiding van Leger en Marine voor (25 dienstjaren)[4]
- Fallschirmspringerabzeichen
- Herhalingsgesp bij IJzeren Kruis 1939, 1e klasse (22 juni 1941)[5][4] en 2e Klasse (10 augustus 1940)[5][4]
- Hij werd eenmaal genoemd in het Wehrmachtsbericht. Dat gebeurde op 29 mei 1944[4][1][6].